# Garchy
Garchy település Franciaországban, Nièvre megyében. Lakosainak száma 427 fő (2022. január 1.). Garchy Saint-Quentin-sur-Nohain, Bulcy, Narcy, Pouilly-sur-Loire, Saint-Andelain, Suilly-la-Tour és Vielmanay községekkel határos.

## Népesség
A település népességének változása:
| Lakosok száma | 430  | 429  | 451  | 427  | 425  | 425  | 425  | 426  | 427  |
|               | 2013 | 2015 | 2016 | 2017 | 2018 | 2019 | 2020 | 2021 | 2022 |